# Loty

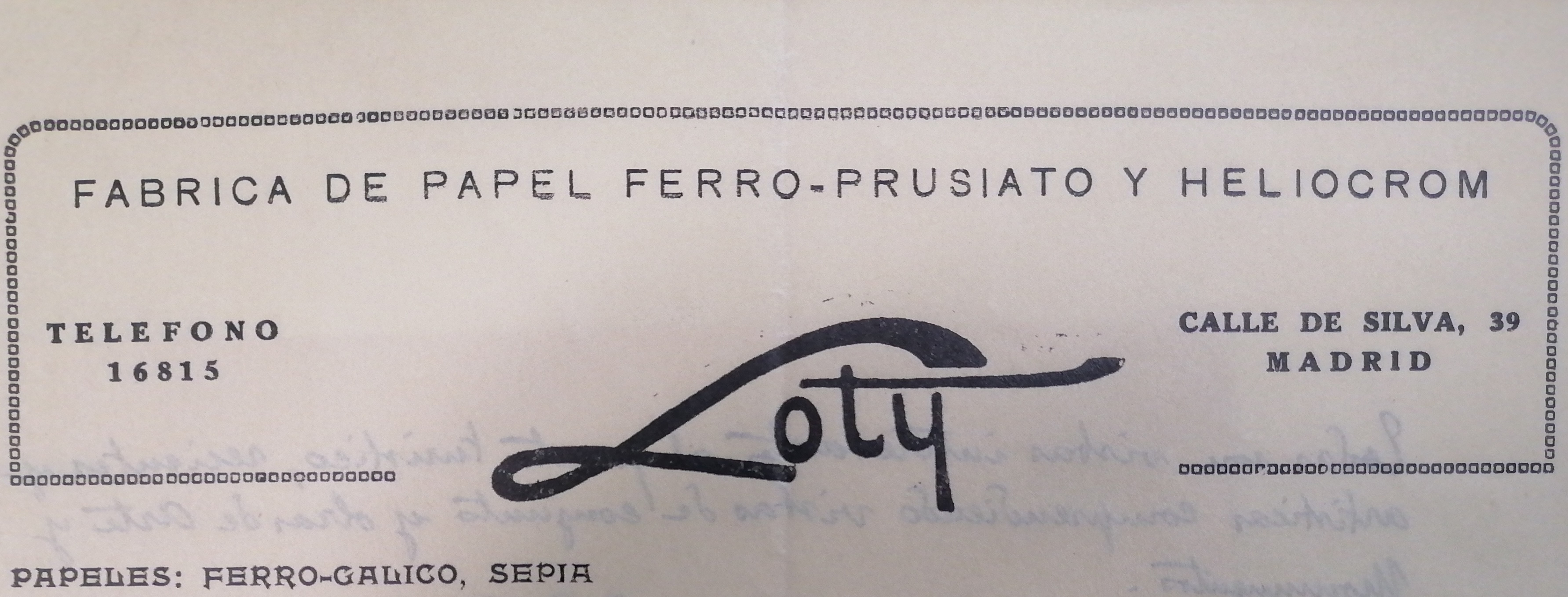
Logotipo de la casa Loty.

La firma fotográfica Colecciones Loty, con el logo Loty, fue creada en Madrid por Concepción López y López junto con Charles Alberty, en el año 1925. El nombre Loty se formó a partir de las dos primeras letras del apellido López y las dos últimas letras del apellido Alberty.
La casa Loty fue fabricante de papeles fotográficos industriales, especialmente al ferroprusiato, para copia de planos. 
La marca Loty destacó como editora de tarjetas postales en papel fotográfico, entre 1926 y 1936. Consiguió generar un archivo fotográfico de 12.000 negativos de vidrio con vistas de España y Portugal, de autoría de varios fotógrafos portugueses de la familia Passaporte, como Antonio Passaporte y su padre José Passaporte, entonces residentes en Madrid.
La Guerra civil española ocasionó el cese de su actividad.

## Los fundadores
En el Empadronamiento Municipal de diciembre de 1930, del Ayuntamiento de Madrid, en la calle Silva 39, tienda y entresuelo, consta una fábrica de teñir papel, y están inscritos Charles Alberty y Concepción López López, casados. En el Padrón de 1935 su vivienda estaba situada en la calle Valverde nº 6, piso principal.
En el verano de 1936 Alberty partió a Francia, donde fue pintor decorador y falleció 30 años después.

## Los fotógrafos
En la casa Loty trabajaron tres fotógrafos de apellido Passaporte. En primer lugar Bernardo Carreta Passaporte, que llamó a su hermano Antonio Pedro Carreta Passaporte y a su padre José Pedro Braga Passaporte (José P.B. Passaporte, que había sido Photographo da Casa Real portuguesa).
En 1933, Antonio Passaporte asciende a encargado de la industria Loty, con un sueldo de 250 pesetas mensuales y el 3% en las ventas realizadas. Antonio debió ser el principal autor de las fotografías, tras la salida de su hermano Bernardo y el fallecimiento de su padre.
Tras la Guerra civil Antonio Passaporte regresó a Portugal y de forma independiente siguió tomando vistas fotográficas para comercializar como tarjetas postales, con el nombre Colecção Passaporte (LOTY), hasta los años 70. La mayoría de sus postales son en blanco y negro, en papel fotográfico, siendo auténticas fotografías. En su última etapa portuguesa tomó vistas en color, que fueron impresas en cuatricromía.

## Archivo Loty

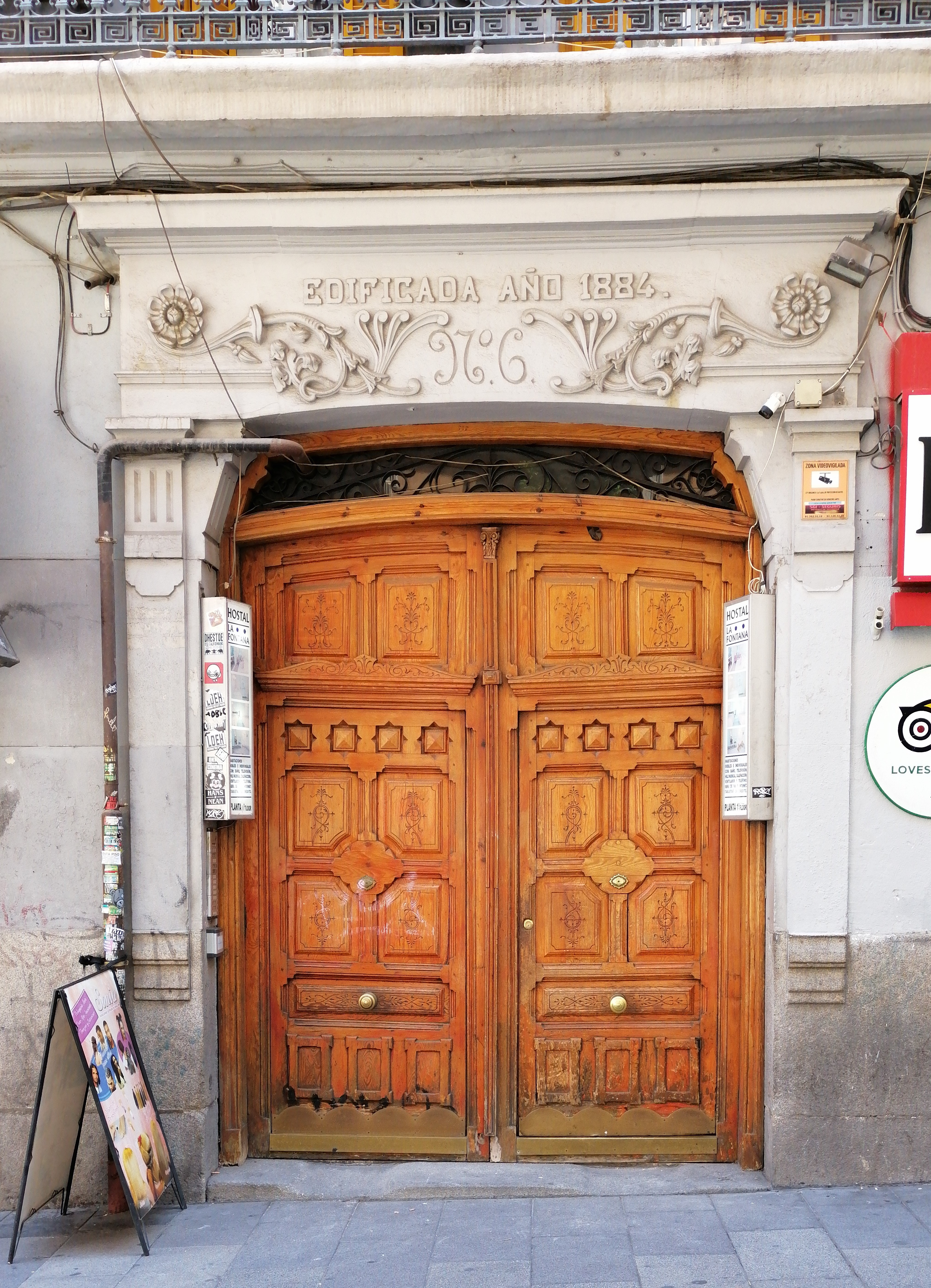
Calle de Valverde, número 6, donde se conservó el Archivo Loty, en el segundo piso.

Después de 1936 el antiguo archivo Loty permaneció oculto durante décadas en un piso de Madrid. En los años noventa, fue dividido en lotes para su venta a instituciones autonómicas y locales. Finalmente, en su mayor parte fue adquirido por el Ministerio de Cultura, conservándose en el Instituto del Patrimonio Cultural de España (IPCE). En las primeras décadas del siglo XXI se han realizado diferentes exposiciones monográficas, como la titulada Asturias, 1928. Fotografías de Loty, o la más reciente, La Palma 1931, con vistas de la isla de La Palma.